# أوسمانو أداما
أوسمانو أداما (بالإنجليزية: Osumanu Adama) (مواليد 24 ديسمبر 1980) هو ملاكم غاني، مثّل بلاده في الألعاب الأولمبية الصيفية 2000.

## روابط خارجية
أوسمانو أداما على موقع بوكس ريك (الإنجليزية) (registration required)
- أوسمانو أداما على موقع أوليمبيديا (الإنجليزية)